# Сажка (гриб)
Сажка (Ustilago) — рід грибів родини сажкові (Ustilaginaceae). Назва вперше опублікована 1806 року.

## Опис

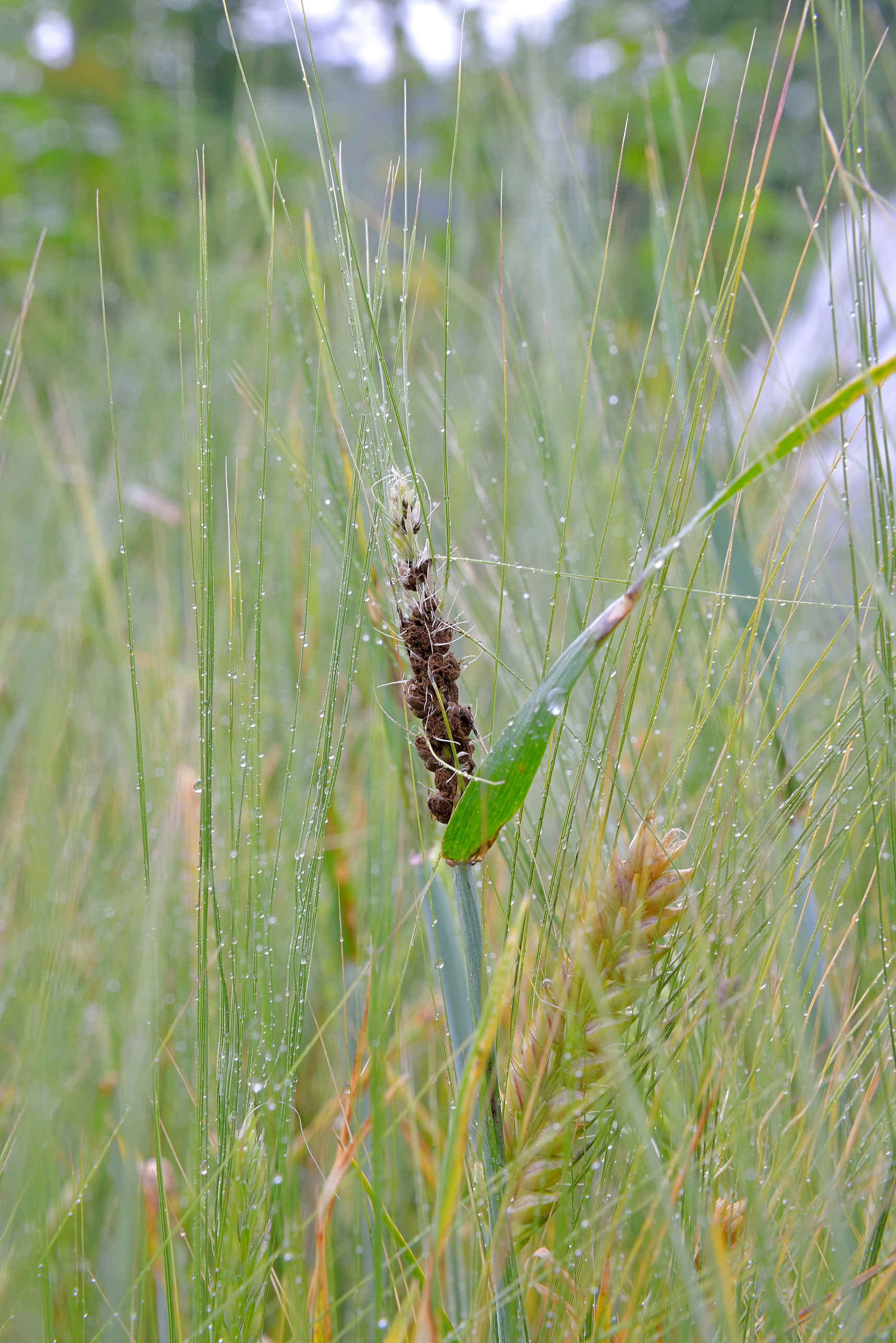
Ячмінь уражений Ustilago nuda

Хламідоспори, зазвичай, не перевищують 15 μ в діаметрі, у небагатьох видів до 18-20 μ, утворюються в зав'язі, суцвіттях, листках, стеблах, зрідка в тичинках у вигляді чорної, темно-оливкової, фіолетової маси. Зазвичай утворюють в заражених рослинах здуття і чорні смуги. Базидії — 3—5-клітинні з верхівковими або боковими базидіоспорами.

## Види
База даних Species Fungorum станом на 26.10.2019 налічує 244 види роду Ustilago (див. Список видів роду сажка).

## Представники роду в Україні
За «Визначником грибів України» — в Україні 57 видів, багато з яких є збудниками хвороб культурних рослин, особливо злакових .

## Використання
Кукурудзяна головешка (Ustilago maydis) уражує кукурудзу, утворюючи на початках гали, що зрідка виникають й на інших частинах рослини. Молоді гали їстівні, у Мексиці вважаються делікатесом. також цей гриб має лікарські властивості.
У деяких районах Китаю та на острові Тайвань традиційно їдять па́гони дикого рису (Zizania aquatica, Zizania latifolia), що розрослися під впливом гриба Ustilago esculenta, але до появи спор. Поля спеціально заражають ним, щоб продукувати таку їжу.